# 曹光
曹光（1522年—？），字原實，號賓湖，浙江嘉興府平湖縣人，民籍，明朝政治人物。

## 生平
嘉靖二十八年（1549年）己酉科浙江鄉試第十名舉人。嘉靖二十九年（1550年）中式庚戌科會試第七十一名，三甲第四十三名進士。初授中书舍人，三十二年四月选授福建道試監察御史，十一月實授，三十五年二月升福建按察司佥事，次月掌吏部事大学士李本奉诏考察不职科道官，被降职为徽州府推官，历升袁州府同知、南京礼部郎中、汀州府知府、福建都轉運盐使司運使。

## 家族
曾祖松南公曹琦；祖父豫菴公曹深，壽官；父曹校（1493年-1562年），字世儒，别號鹉川，監生。母沈氏（1490年-1563年）。具庆下。弟曹煒（萬曆進士）。